# Norske Samers Riksforbund
Norske Samers Riksforbund (kurz NSR; Nordsamisch: Norgga Sámiid Riikkasearvi „Reichsverband norwegischer Samen“) ist eine Kulturorganisation von Samen in Norwegen, die zudem bei Wahlen für das norwegische Sameting als Partei fungiert. Der NSR wurde im Jahr 1968 gegründet.

## Geschichte

### Vorläufer
Im Jahr 1948 wurde von in der norwegischen Stadt Oslo lebenden Samen die Organisation Oslo sámi sær'vi (deutsch: Osloer Samenvereinigung) gegründet. Aus dem Namen strich man im Jahr 1950 den Bezug zu Oslo und sie erhielt den Namen Sámi sær'vi. Ab da strebte man auch an, eine Vereinigung für alle Samen in Norwegen zu werden. Ab Ende der 1950er-Jahre wurden deshalb lokale Ableger der Vereinigung in den nördlicheren Gebieten gegründet, so etwa in Karasjok im Jahr 1959. Insgesamt verschob sich die Organisation deshalb mehr in die Gegend Finnmark, wo ein größerer Anteil der Bevölkerung samisch ist. In der Folge begannen Diskussionen darüber, ob man auch den Hauptsitz aus dem von der Finnmark weit entfernten Oslo wegverlegen sollte.

### Gründung des Norske Samers Riksforbund
1968 wurde die Organisation erneut umbenannt, sie trug nun den Namen Norga Sámiid Riikkasær'vi (norwegisch: Norske Samers Riksforbund). Durch die neue samische Rechtschreibung erhielt der Verband später den heutigen samischen Namen Norgga Sámiid Riikkasearvi. Als Gründungsdatum gilt der 30. November 1968.
Ab 1968 wurden weitere lokale Ableger gegründet und der NSR wurde ein wichtiger Akteur im sogenannten Alta-Konflikt, bei dem die Samen in einem Konflikt mit der norwegischen Regierung standen. Im Jahr 1979 spaltete sich vom NSR der Samenes Landsforbund (SLF) ab. Die Regierung ließ im Jahr 1980 den sogenannten Samerettsutvalg (Ausschuss für samische Rechte) bilden, bei dem beide Organisationen mitarbeitete. Der Ausschuss führte schließlich dazu, dass den norwegischen Samen ein eigenes Parlament, das Sameting, zugesprochen wurden.

### Partei im Sameting
Der Norske Samers Riksforbund tritt seit den ersten Sametingswahlen im Herbst 1989 bei den Wahlen für das norwegische Sami-Parlament an. NSR-Politiker Ole Henrik Magga wurde zum ersten Sametingspräsident in der Geschichte des Parlaments gewählt. Es ziehen zudem des Öfteren formal parteilose, aber mit dem NSR verbundene Politiker in das Parlament ein. Bei den Sametingswahlen gehört der Verband gemeinsam mit der Arbeiderpartiet zu den erfolgreichsten Parteien. Bei der Wahl 2017 zogen etwa 18 Personen mit Verbindungen zum NSR in das Sameting mit insgesamt 39 Abgeordneten ein. Bei der ersten Wahl im Jahr 1989 waren es sogar 24 der 39 Abgeordneten, die dem Norske Samers Riksforbund angehörten.
Neben der Tätigkeit in der Politik blieb der NSR weiter als samische Kulturorganisation bestehen.

## Vorsitzende
- 1969–1971: Johan Mathis Klemetsen
- 1971–1974: Regnor Solbakk
- 1964–1976: Odd Mathis Hætta
- 1966–1979: Peder Andersen
- 1979–1980: Odd Ivar Solbakk
- 1980–1985: Ole Henrik Magga
- 1985–1991: Ragnhild Lydia Nystad
- 1991–1995: Nils Thomas Utsi
- 1995–1997: Sven-Roald Nystø

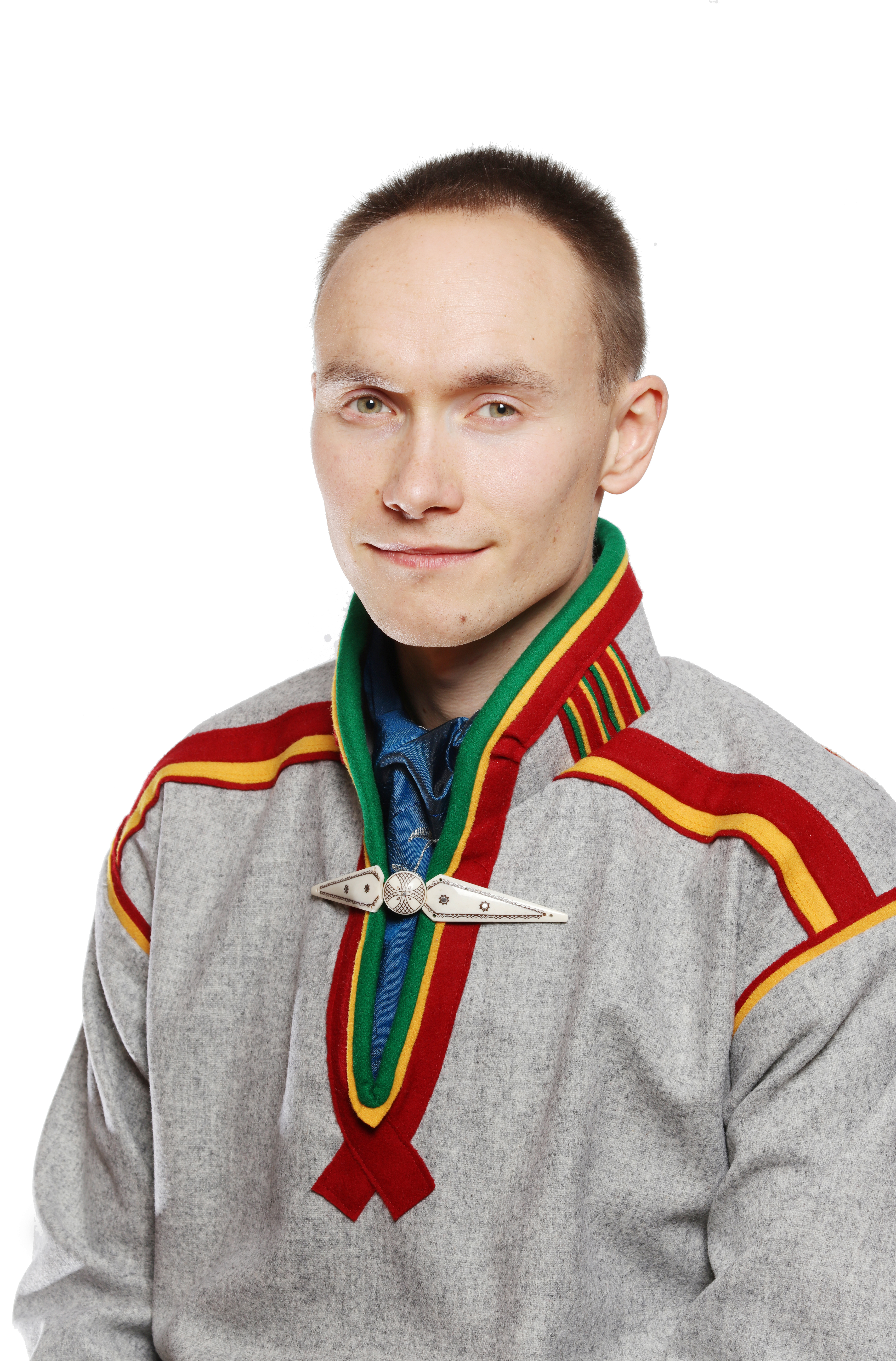
Runar Myrnes Balto, 2017

- 1997–1998: Geir Tommy Pedersen (kommissarisch)
- 1998–2001: Jánoš Trosten
- 2001–2003: Klemet Erland Hætta
- 2003–2005: Aili Keskitalo
- 2005–2006: Martin Rimpi (kommissarisch)
- 2006–2008: Silje Karine Muotka
- 2009–2013: Aili Keskitalo
- 2013–2014: Gunn Britt Retter (kommissarisch)
- 2014–2018: Beaska Niillas
- 2018–2021: Runar Myrnes Balto
- 2021–2022: Vidar Andersen (kommissarisch)
- 2022–: Beatrice Iren Fløystad[3]

## Sametingspräsidenten
Der Norske Samers Riksforbund stellte bereits mehrfach den Präsidenten des Sametings.
- 1989–1997: Ole Henrik Magga
- 1997–2005: Sven-Roald Nystø
- 2005–2007; 2013–2016; 2018–2021: Aili Keskitalo
- seit 2021: Silje Karine Muotka

## Wahlergebnisse
| Jahr | Wahl               | Stimmenanteil | Sitze |
| ---- | ------------------ | ------------- | ----- |
| 1989 | Sametingswahl 1989 | 35,4 %        | 18/39 |
| 1993 | Sametingswahl 1993 | 34,1 %        | 22/39 |
| 1997 | Sametingswahl 1997 | 34,4 %        | 19/39 |
| 2001 | Sametingswahl 2001 | 31,0 %        | 14/39 |
| 2005 | Sametingswahl 2005 | 26,3 %        | 16/43 |
| 2009 | Sametingswahl 2009 | 21,0 %        | 11/39 |
| 2013 | Sametingswahl 2013 | 23,9 %        | 11/39 |
| 2017 | Sametingswahl 2017 | 28,1 %        | 16/39 |
| 2021 | Sametingswahl 2021 | 31,9 %        | 17/39 |